# Turbonilla toyatani
Turbonilla toyatani is een slakkensoort uit de familie van de Pyramidellidae. De wetenschappelijke naam van de soort is voor het eerst geldig gepubliceerd in 1914 door John B. Henderson en Paul Bartsch.
De soort werd opgevist bij Chincoteague in de Amerikaanse staat Virginia in juli 1913.
De soort is genoemd naar de Powhatan-Indiaan Toyatan (beter bekend als Opitchipan), een oom van prinses Pocahontas. (Henderson en Bartsch noemden andere soorten die ze in de buurt ontdekten naar Pocahontas zelf en haar vader Powhatan: Turbonilla pocahontasae en Turbonilla powhatani).